# Anthony Doerr
Anthony Doerr (Cleveland, 27 ottobre 1973) è uno scrittore statunitense.

## Biografia
Cresciuto a Novelty, in Ohio, Doerr ha frequentato la vicina University School, laureandosi nel 1991. Ha poi conseguito la laurea in storia al Bowdoin College di Brunswick, nel Maine, dove si è laureato nel 1995. Ha inoltre conseguito un MFA (Master of Fine Arts) alla Bowling Green State University. Sposato e padre di due figli, vive attualmente a Boise, nell'Idaho
La sua prima pubblicazione è stata una raccolta di racconti brevi, The Shell Collector (2002), ambientati perlopiù in Africa o Nuova Zelanda, dove Doerr ha vissuto e lavorato. Un'ulteriore raccolta di racconti, Memory Wall, è stata pubblicata nel 2010.
Il suo primo romanzo si intitola About Grace, ed è stato dato alle stampe nel 2004. Doerr ha anche pubblicato un libro di memorie (Four Seasons in Rome: On Twins, Insomnia and the Biggest Funeral in the History of the World), pubblicato nel 2007.
Il suo secondo romanzo, Tutta la luce che non vediamo (All the Light We Cannot See), ambientato nella Francia occupata durante la Seconda Guerra Mondiale è stato pubblicato nel 2014. Tutta la luce che non vediamo ha ottenuto un significativo successo di critica, giungendo finalista ai National Book Award per la narrativa.
Il libro è diventato uno dei bestseller del New York Times, che lo ha inserito nella top ten dei libri pubblicati nel 2014. Nel 2015 ha inoltre vinto il Premio Pulitzer per la narrativa.

## Opere

### Romanzi
- A proposito di Grace (About Grace, 2004), Milano, Rizzoli, 2016 traduzione di Daniele A. Gewurz e Isabella Zani ISBN 978-88-17-08688-2.
- Tutta la luce che non vediamo (All the Light We Cannot See), Milano, Rizzoli, 2014 traduzione di Daniele A. Gewurz e Isabella Zani ISBN 978-88-17-07725-5.
- La città fra le nuvole (Cloud Cuckoo Land, 2021), Milano, Rizzoli, 2022, traduzione di Daniele A. Gewurz e Isabella Zani ISBN 978-88-17-15791-9.

### Raccolte di racconti
- Il collezionista di conchiglie (The Shell Collector, 2002), Milano, Rizzoli, 2017 traduzione di Daniele A. Gewurz e Isabella Zani ISBN 978-88-17-09459-7.
- Memory Wall (2010)

### Memoir
- Four Seasons in Rome: On Twins, Insomnia and the Biggest Funeral in the History of the World (2007)

## Premi e riconoscimenti
- Barnes & Noble Discover Prize, per The Shell Collector
- Rome Prize della American Academy of Arts and Letters e della American Academy in Rome
- 2003: New York Public Library's Young Lions Fiction Award, vincitore, per The Shell Collector
- 2005: Ohioana Book Award per About Grace
- 2010: Guggenheim Fellowship
- 2011: Ohioana Book Award per Memory Wall
- 2011: Premio The Story, vincitore, Memory Wall
- 2011: Sunday Times EFG Private Bank Short Story Award, vincitore per 'The Deep'
- 2014: National Book Award per la narrativa, finalista con Tutta la luce che non vediamo
- 2015: Premio Pulitzer per la narrativa per Tutta la luce che non vediamo
- 2015: Dayton Literary Peace Prize, secondo classificato per la narrativa con Tutta la luce che non vediamo